# Ti sento/Fiumi di parole
Ti sento/Fiumi di parole è il 17° singolo dei Matia Bazar, pubblicato nel 1985, estratto dall'album Melanchólia (1985).

## Il disco
Rimane nella classifica dei singoli più venduti in Italia tra la fine del 1985 e del 1986, raggiungendo la prima posizione della hit parade settimanale e risultando fra i primi 30 del 1986.

### Ti sento
Ti sento è uno dei brani più conosciuti del gruppo; nel corso degli anni ha avuto numerose reincisioni e reinterpretazioni.

### Fiumi di parole
Fiumi di parole non è mai stata inserita in alcuna antologia del gruppo, né riproposta nei dischi dal vivo.

## Tracce
Lato A
1. Ti sento – 4:13 (testo: Aldo Stellita – musica: Carlo Marrale, Sergio Cossu)

Lato B
1. Fiumi di parole – 4:09 (testo: Aldo Stellita, Giancarlo Golzi – musica: Carlo Marrale, Sergio Cossu)